# Piper Niven
Kimberly Benson (ur. 6 maja 1991 w Kilbirnie) – profesjonalna wrestlerka pochodzenia szkockiego. Obecnie związana jest kontraktem z federacją WWE, występując w brandzie Raw pod pseudonimem ringowym Piper Niven, a wcześniej posiadała ringname Doudrop, natomiast na scenie niezależnej była znana pod pseudonimem Viper.

## Kariera profesjonalnej wrestlerki

### Scena niezależna (2007–2019)
W trakcie jednego z wywiadów Benson wyznała, iż zatajała swoje zainteresowanie do profesjonalnego wrestlingu w dzieciństwie, ze względu na swoje koleżanki, które twierdziły, że jest to sport tylko dla mężczyzn. Jej zamiłowanie do owej dyscypliny ożywiło się, gdy jej siostrzeniec zaczął oglądać wrestling, co uczyniło ją otwartą na radość ze swojej pasji. Swój pierwszy trening odbyła mając 16 lat.
Począwszy od sylwestra 2016 pojawiała się w produkcji World of Sport Wrestling. Produkcja została zwieszona w kwietniu następnego roku. Niedługo później otrzymała ona ofertę do wzięcia udziału w pierwszej edycji turnieju Mae Young Classic, organizowanego przez światową federację wrestlingu, WWE. Przyjmując nowy przydomek Piper Niven, dotarła do trzeciej rundy, zostając wyeliminowana z konkurencji przez Toni Storm.  
Wracając do swojego dawnego pseudonimu Viper, kontynuowała swoją ścieżkę kariery na scenie niezależnej, wykonując także występy dla kilku promocji wrestlingu w Japonii. W międzyczasie sięgnęła po wiele tytułów mistrzowskich, w tym SWA World Championship, czy też ICW Women’s Championship, będąc przez pewien czas w posiadaniu obu tych mistrzostw jednocześnie.

### WWE (od 2019)

#### NXT UK (2019–2021)
Ponownie przyjmując imię Piper Niven, zadebiutowała jako regularna zawodniczka w WWE, na odcinku NXT UK, gdzie skonfrontowała się z Rheą Ripley. Swoją pierwszą walkę telewizyjną w firmie, od 2017, stoczyła na gali WWE Worlds Collide, pokonując reprezentantkę brandu SmackDown, Zelinę Vegę. 19 czerwca przystąpiła do udziału w battle royalu, który miał za zadanie wyłonić pretendentkę do NXT UK Women’s Championship. Nie zdołała wygrać pojedynku.
Podczas wydarzenia NXT UK TakeOver: Blackpool II zmierzyła się w Triple Threat matchu o mistrzostwo NXT UK Women’s, również z udziałem Toni Storm, gdzie uległa broniącej mistrzostwa Kay Lee Ray. Po raz kolejny rzuciła wyzwanie Kay Lee Ray, bezskutecznie mierząc się z nią 24 września oraz w stypulacji Falls Count Anywhere, 19 listopada. Nie udało jej się zyskać ponownej okazji do walki o tytuł, przegrywając z Jinny na NXT UK, 7 stycznia 2021. 11 marca połączyła siły z Jackiem Starzem, zwyciężając starcie z Jinny i Josephem Connersem, które było pierwszym historii pojedynkiem o warunkach Mixed Tag Team matchu w NXT UK.

#### Raw (od 2021)
Niven została przetransferowana do brandu Raw, jako nieznajoma protegowana powracającej Evy Marie, odnosząc zwycięstwo nad Naomi podczas odcinka Raw, 14 czerwca. W następnym tygodniu Marie przedstawiła swoją nową sojuszniczkę jako Doudrop, a zaraz potem obie poniosły porażkę w walce z Asuką i Naomi. Ich współpraca trwała aż do SummerSlam, w sierpniu, gdzie Doudrop odwróciła się od swojej mentorki, po tym jak ta przegrała z Alexą Bliss. Po dwóch zwycięstwach nad Marie, kolejno 13 i 20 września, ta odwróciła jej uwagę w walce z Charlotte Flair o WWE Raw Women’s Championship, powodując jej przegraną.
Jej kariera solowa w głównym składzie była kontynuowana wraz z udziałem w turnieju Queen’s Crown, którego została finalistką, zostając pokonana przez zwyciężczynię Zelinę Vegę, na Crown Jewel pod koniec października.
10 stycznia 2022 zatriumfowała nad Liv Morgan i Biancą Belair, dzięki czemu zyskała prawo do walki z Becky Lynch o należące do niej WWE Raw Women’s Championship na Royal Rumble. Nie zdołała jednak zdobyć mistrzostwa. Nie wykorzystała okazji do kolejnego wyzwania Lynch na WrestleManię 38, będąc uczestniczką Elimination Chamber matchu, z którego została wykluczona przez Liv Morgan, na tytułowej gali Elimination Chamber.

## Inne media
Doudrop została zapowiedziana jako postać do nadchodzącego pakietu DLC Clowning Around Pack w grze video WWE 2K22.

## Życie prywatne
Benson ujawniła, że choruje na porażenie Bella. We wrześniu 2021 ujawniła, że została mężatką.

## Mistrzostwa i osiągnięcia
- Alpha Omega Wrestling
  - AOW Women’s Championship (1 raz)[29]
- Pro-Wrestling: EVE
  - Pro-Wresiling: EVE Championship (1 raz)[30]
  - Pro-Wrestling: EVE International Championship (1 raz)[31]
- Pro Wrestling Illustrated
  - PWI sklasyfikowało ją na miejscu 37. wśród 50 najlepszych zawodniczek roku 2017[32]
- Insane Championship Wrestling
  - ICW Women’s Championship (2 razy)[33]
  - Zwyciężczyni turnieju ICW Women’s Championship (2015)[34]
- Scottish Wrestling Entertainment
  - SWE Women’s Championship[35]